# San Cristóbal de Segovia
San Cristóbal de Segovia er en by og kommune i det centrale Spanien i provinsen Segovia. Den har et indbyggertal på 3.153 (2024) indbyggere.